# باشگاه فوتبال اورارتو
باشگاه فوتبال اورارتو (به ارمنی: Ուրարտու Ֆուտբոլային Ակումբ) یک باشگاه فوتبال در شهر ایروان و در کشور ارمنستان می‌باشد که در لیگ برتر فوتبال ارمنستان بازی می‌کند. این باشگاه در سال ۱۹۹۲ میلادی تأسیس شده‌است. از تاریخ ۱ اوت ۲۰۱۹ باشگاه فوتبال بانانتس (به ارمنی: Բանանց Ֆուտբոլային Ակումբ) به نام فعلی تغییر نام یافت.
بانانتس یک بار به مقام قهرمانی در لیگ برتر ارمنستان رسیده‌است. این باشگاه همچنین سه بار به مقام قهرمانی در جام استقلال ارمنستان و یک بار به مقام قهرمانی در سوپر جام ارمنستان رسیده‌است.

## لوگوی سابق

باشگاه فوتبال بانانتس ارمنستان

## بازیکنان برجسته
- برونو سزار